# 黄文哲
黄 文哲（Wen Che Huang）は台湾出身の教育学者、京都情報大学院大学の准教授である。

## 経歴
- 国立政治大学大学院教育学研究科修士課程修了,教育学修士[3]
- 国立台北大学大学院企業管理学研究科修士課程修了,商学修士[3]
- 東京大学大学院教育学研究科博士後期課程修了,博士（教育学）[4]
- 元兵庫大学高等教育研究センター講師[3]
- 元三重大学高等教育デザイン推進機構講師[5]

## 専門分野
- 高等教育学
- 教育社会学
- 経営戦略論
- 中華圏比較研究

## 著書
- 《101年度 Spectrum Resource Allocation Planning（頻譜資源規劃）》中国語,共著,2016年12月,台湾交通省発行,第三章「主要國家頻譜競標現況分析」を分担執筆（pp.41-82）,ISBN 9789860354461

## 論文
- "Analysis of ISP vendors' market competitive advantages and competitive strategies in Taiwan's ADSL broadband network", 2002年1月,国立台北大学大学院企業管理研究科修士論文[6]
- "A Study of the Market Segmentation and Marketing Strategies on University Recruiting Market in Taiwan",2003年6月,国立政治大学大学院教育学研究科修士論文[7]
- 黄文哲,「大学の学生募集市場のマーケットセグメンテーション--台湾の高校生を対象として」,東京大学大学院教育学研究科,東京大学大学院教育学研究科研究紀要,第47巻,pp.405-418,2008-03-10 CRID:1390572174556287488
- 黄文哲,「台湾大学生のキャンパス経験と学習成果の関係に関する分析」,東京大学大学院教育学研究科博士論文,平成28(2016)年1月27日学位授与,課程博士(教育学)255号 CRID:1130000797878984064
- 黄文哲,「台湾大学生の認知的能力とその影響要因に関する因果的構造モデル」,兵庫大学・兵庫大学短期大学部高等教育研究センター,兵庫高等教育研究第1号,pp.127-146,2017 CRID:1520853832317733248
- 黄文哲,「台湾高等教育の拡大とその背景」,兵庫大学・兵庫大学短期大学部高等教育研究センター,兵庫高等教育研究第2号,pp.149-166,2018 CRID:1520853832835006592
- 黄文哲,「中華圏両岸四地の官立大学の資金の調達・運用と高等教育政策の関係についての比較研究」,三重大学2018-04-01-2022-03-31(科学研究費助成事業)[8] CRID:1040000782003302016
- 冨樫健二,原田幸子,山本裕子,黄文哲,「高等教育コンソーシアムみえにおけるPBL型授業を対象とした地域志向型ルーブリックの検討」,三重大学地域人材教育開発機構,三重大学高等教育研究第25号,pp.71-74,2019-3 CRID:1050845764099161216
- 黄文哲,「中華圏三地域の大学における資金調達に関する研究:台湾・香港・マカオにおける寄付収入の比較」,三重大学地域人材教育開発機構,三重大学高等教育研究第26号,pp.39-46,2020-03 CRID:1521980705966163840
- 黄文哲,「大学生のなにが変化しているか」,兵庫大学・兵庫大学短期大学部高等教育研究センター,兵庫高等教育研究第5号,pp.151-175,2021 CRID:1520572359676582528
- 黄文哲,「大学の外部ステークホルダー・マネジメントに関する研究:日本と中華圏四地域の比較」,三重大学 2021-04-01-2022-03-31(科学研究費助成事業)[9] CRID:1040850857204615424